# Hypebeast
Hypebeast Limited (stylisé en HYPEBEAST Limited) est un média numérique (en) et e-commerce basé à Hong Kong, créé par Kevin Ma en 2005,,,. Blog d'abord concentré sur la culture de la sneaker, il s'est ensuite élargie dans d'autres domaines de la mode, principalement streewear. Hypebeast est le premier média à collaborer avec Supreme.

## Awards and Honors
- 2015: Webby award of Blog-culture[7]
- 2016: Webby award of Blog-culture[8]
- 2017: Fast Company récompense HYPEBEAST du prix de l'entreprise la plus innovante du monde en 2017[9]
- 2017: Kevin Ma nommé au Tatler's 2017 Generation T[10]